# Trimerotropis agrestis
Trimerotropis agrestis är en insektsart som beskrevs av Mcneill 1900. Trimerotropis agrestis ingår i släktet Trimerotropis och familjen gräshoppor. Inga underarter finns listade i Catalogue of Life.